# Italo-peruviani
Gli italo-peruviani o italo-peruani sono gli Italiani residenti da molti anni, o discendenti da emigrati italiani, nel Perù.

## Storia
L'emigrazione italiana nel Perù è stata secondaria rispetto ai grandi flussi dell'emigrazione italiana.
Inizialmente nello Stato sudamericano si radicarono al seguito degli Spagnoli pochi italiani (principalmente marinai provenienti dalla Repubblica di Genova), molti dei quali raggiunsero posizioni politico-economiche di primo livello nella società peruviana coloniale e postcoloniale.
Il più noto in questo periodo storico fu il generale Francisco Bolognesi, figlio di un italiano emigrato a Lima nei primi dell'Ottocento, che si distinse nella guerra del Pacifico diventando un eroe nazionale del Perù. A lui è intitolata una delle principali piazze della capitale peruviana.
Solo dopo l'Unità d'Italia si ebbe un'emigrazione di massa, anche se esigua, specialmente dalle campagne impoverite del Veneto e del Meridione italiano.
Attualmente vi sono poche migliaia di Italiani, concentrati nella capitale.

## Comunità italiana
La comunità italiana si caratterizza dall'essere iniziata fin dai tempi della colonia spagnola nel Perù. Concentrati a Lima e dintorni, questi primi italiani (alcune centinaia solamente) provennero maggioritariamente dall'area di Genova.
Nel 1857 gli Italiani nel Peru erano 3.142 ma nel 1876 raggiunsero un massimo storico di circa 10.000. Successivamente vi fu un loro calo, a conseguenza della guerra tra Cile e Perù.
Nel Novecento si esaurì l'emigrazione ligure e si ebbe una consistente venuta di veneti e meridionali, specialmente dalla Basilicata. Nel 1910 vi erano solo 6.000 Italiani, concentrati a Lima e il suo porto Callao.
Dopo la seconda guerra mondiale ci fu una modesta ripresa dell'afflusso di Italiani in Perù, ma in un numero esiguo se paragonato a quello andato in altri Stati Sudamericani (come il Venezuela e l'Argentina).
Gli Italo-peruani erano 3.774 nel 1940, quasi come nel 1850. Essi crebbero a 5.716 nel 1961, e si ridussero ad appena 4.062 nel 1981.
Attualmente in Perù vivono circa 30.000 cittadini italiani, concentrati nella capitale e in altre grandi città. Alcune fonti calcolano che i discendenti ammontano a circa 1.400.000 persone, la seconda comunità più importante dopo quella spagnola.
La comunità italiana ha nel "Colegio Antonio Raimondi" di Lima il suo maggiore centro didattico, specializzato nella diffusione della lingua italiana, e nel giornale Il Messaggero Italo-peruviano il suo migliore informatore.
Uno dei maggiori contributi italiani si ha nella cucina peruviana, dove molti piatti tipici sono influenzati dalla gastronomia ligure (specialmente nelle specialità ittiche).

### Associazioni italiane
Alcune associazioni degli Italo-peruani rappresentano la collettività, alla quale fanno riferimento i quasi 100.000 Peruviani, che hanno antenati italiani risalenti fino ai tempi dell'Impero spagnolo. Le più importanti sono:
- Associazione Lucani nel Perù, i lucani del perù
- Associazione Liguri del Perù, [collegamento interrotto]
- Associazione Emilia-Romagna,
- Asociación de descendientes italianos en Peru,
- Italica Gens, [collegamento interrotto]
- Associazione Sarda del Perù, [collegamento interrotto]
- Associazione Veneti nel Mondo Perù,